# Premis Nacionals de Comunicació
Els Premis Nacionals de Comunicació, coneguts com a Premis Nacionals de Radiodifusió, Televisió i Telecomunicacions de la Generalitat de Catalunya fins a l'any 2007, són premis atorgats per la Generalitat de Catalunya.

## Objectiu
L'objectiu dels guardons és atorgar un reconeixement a les aportacions més rellevants en el camp de la comunicació a Catalunya, tant si han estat realitzades per professionals com per qualsevol entitat pública o privada.

## Història
Els Premis Nacionals de Radiodifusió, Televisió i Telecomunicacions de la Generalitat de Catalunya van ser creats l'any 1999, amb motiu de la commemoració del 75è aniversari del naixement de la primera emissora regular de ràdio a Catalunya, pel Departament de Presidència a través la Direcció General de Radiodifusió i Televisió. L'any següent, el 2000, es va incorporar el Premi Nacional d'Internet donada la importància creixent d'aquest sector en l'àmbit de la comunicació. L'organització passà a ser competència del Departament de Cultura i Mitjans de Comunicació, mitjançant la Direcció General de Comunicació i Serveis de Difusió Audiovisuals el 2007.
L'any 2012 no se celebraren els Premis Nacionals de Comunicació.

## Guanyadors

### 1999[2]
- Radiodifusió: EAJ-1 Ràdio Barcelona
- Televisió: Media Park
- Telecomunicacions: Localret

### 2000[2]
- Radiodifusió: Flaix FM
- Televisió: D'Ocon Films
- Telecomunicacions: Cable i Televisió de Catalunya-Menta
- Internet: VilaWeb

### 2001[2]
- Radiodifusió: Toni Mestre
- Televisió: Associació Voltor
- Telecomunicacions: COLT
- Internet: Callús

### 2002[3]
- Radiodifusió: Ràdio Arrels
- Televisió: ACPCA i Barcelona Audiovisual
- Telecomunicacions: Mier Comunicacions
- Internet: Tinet

### 2003[4]
- Radiodifusió: Ports Ràdio
- Televisió: Cromosoma
- Telecomunicacions: Grup d'Enginyeria Electromagnètica i Fotònica de la Universitat Politècnica de Catalunya
- Internet: XTEC

### 2004[5]
- Radiodifusió: Joaquim Maria Puyal i el programa Futbol a Catalunya Ràdio
- Televisió: Departament de Nous Formats de Televisió de Catalunya
- Telecomunicacions: RuralNet
- Internet: Softcatalà

### 2005[6]
- Radiodifusió: Antoni Bassas i l'equip d'El matí de Catalunya Ràdio
- Televisió: Joan Barril, Joan Ollé i Josep Maria Andrés, creadors de L'illa del tresor
- Telecomunicacions: Universitat Oberta de Catalunya
- Menció d'Honor: Ajuntament de Centelles per la iniciativa Centelles PLC
- Internet: puntCAT

### 2007[7][8]
- Radiodifusió: RAC 1
- Televisió: La nit al dia
- Telecomunicacions: Guifi.net
- Internet: iCat FM
- Menció d'Honor: Francina Boris

### 2008[9]
- Premsa: edició en català d'El Periódico de Catalunya
- Radiodifusió: Minoria absoluta
- Televisió: El cor de la ciutat
- Telecomunicacions: Wavecontrol
- Internet: Google.cat
- Comunicació de Proximitat: Josep Genescà, director de Ràdio Puig-reig
- Publicitat: Lluís Bassat, Joan Capmany, Joaquín Lorente i Luis Casadevall

### 2009[10]
- Premsa: El Punt
- Radiodifusió: Catalunya Informació
- Televisió: 30 minuts
- Telecomunicacions: AD Telecom
- Internet: eyeOS
- Comunicació de Proximitat: Osona.com
- Publicitat: Toni Segarra

### 2010[11]
- Radiodifusió: Jordi Basté
- Televisió: Josep Cuní
- Telecomunicacions: Fractus
- Internet: Scytl
- Premsa: El 9 Nou
- Comunicació de Proximitat: Ràdio Marina
- Publicitat: Marçal Moliné

### 2011[12]
- Premsa: edició en català de La Vanguardia
- Radiodifusió: Manel Fuentes
- Televisió: Polseres vermelles
- Telecomunicacions: Mobile World Capital
- Internet: Dídac Lee
- Comunicació de Proximitat: Federació de Ràdios Locals de Catalunya
- Publicitat: José Ángel Abancéns

### 2012
No s'entrega

### 2013[13]
- Premsa: Associació Catalana de la Premsa Comarcal (ACPC), Associació Catalana de la Premsa Gratuïta i Mitjans Digitals (ACPG) i Associació de Publicacions Periòdiques en Català (APPEC)
- Radiodifusió: Toni Clapés
- Televisió: El gran dictat
- Mitjans d'arrel digital: Ara.cat
- Comunicació de Proximitat: Agència Catalana de Notícies
- Publicitat: Miquel Sambola Puebla
- Menció d'Honor: Grup TeleTaxi, impulsat i liderat per Justo Molinero

### 2014[14]
- Premsa: Marc Marginedas
- Radiodifusió: Serveis informatius de Catalunya Ràdio
- Televisió: Equip del programa El convidat
- Mitjans d'arrel digital: Timeout.cat
- Comunicació de Proximitat: Xarxa de Comunicació Local
- Publicitat: Enric Pujadas Rovirosa
- Menció d'Honor: Tatiana Sisquella (pòstumament)

### 2015[15]
- Premsa: Antoni Batllori
- Radiodifusió: Xavier Graset
- Televisió: Valor afegit
- Mitjans d'arrel digital: Salvador Cot
- Comunicació de Proximitat: Canal Reus
- Publicitat: Agustí de Uribe-Salazar

### 2016[16]
- Premsa: Carles Capdevila
- Radiodifusió: El matí i la mare que el va parir
- Televisió: Club Super3
- Mitjans d'arrel digital: Nació Digital
- Comunicació de Proximitat: BTV
- Publicitat: Oriol Villar
- Menció d'honor a títol pòstum: Leopold Rodés Castañé

### 2017
No s'entrega a causa de la intervenció de la Generalitat de Catalunya per part del govern espanyol

### 2018[17]
- Premsa: Tino Soriano
- Radiodifusió: La competència
- Televisió: 3/24
- Mitjans d'arrel digital: Núvol
- Comunicació de Proximitat: Corisa Media Grup
- Publicitat: Wallapop

### 2019[18]
- Premsa: Ramon Besa
- Radiodifusió: Cinto Niqui
- Televisió: Merlí
- Mitjans d'arrel digital: Crític
- Comunicació de Proximitat: Grup Segre
- Publicitat: Jaume Alemany, director de màrqueting de Damm
- Primera menció d'honor: Tomàs Alcoverro
- Segona menció d'honor: Mediapro

### 2020[19]
- Premsa: L'Eco de Sitges
- Radiodifusió: Rosa Badia i l'equip de Tot és comèdia
- Televisió: Laia Servera i l'equip d'InfoK
- Mitjans d'arrel digital: La Mira
- Comunicació de Proximitat: SomGarrigues
- Publicitat: Adsmurai
- Primera menció d'honor: Rosa Maria Calaf
- Segona menció d'honor: Robert Rodergas

### 2021[20]
- Premsa: Sàpiens
- Radiodifusió: Crims
- Televisió: Polònia
- Mitjans d'arrel digital: Filmin
- Comunicació de proximitat: Cugat Mèdia
- Publicitat: campanyes del Sistema de Salut de Catalunya durant la primera onada de la Covid-19
- Primera menció d'honor: Júlia Otero
- Segona menció d'honor: Facultat de Ciències de Comunicació de la Universitat Autònoma de Barcelona

### 2022[21]
- Premi Nacional de Periodisme i Mitjans de Comunicació: Manel Alías, ex-aequo amb tots professionals de la informació que han cobert la guerra d’Ucraïna pels mitjans catalans
- Premi Nacional de Comunicació: Olga Viza
- Premi Nacional de Comunicació Publicitària i Corporativa: Cupra, a l'equip de màrqueting i les agències que hi han treballat

### 2023[22]
- Premi Nacional de Periodisme i Mitjans de Comunicació: Txell Feixas
- Premi Nacional de Comunicació: Marc Giró
- Premi Nacional de Comunicació Publicitària i Corporativa: campanya de llançament de la plataforma 3Cat
- Premi Nacional de Comunicació de Proximitat: Grup Gavarres

### 2024[23]
- Premi Nacional d’Honor: EAJ 1 Ràdio Barcelona
- Premi Nacional de Comunicació de Premsa: Óscar Muñoz Sanz
- Premi Nacional de Comunicació Televisiva: Gemma Nierga
- Premi Nacional de Comunicació Radiofònica: Ricard Ustrell, ex aequo amb Carles Francino
- Premi Nacional de Comunicació Digital: La Xarxa+
- Premi Nacional de Comunicació de Proximitat: Diari de Tarragona
- Premi Nacional de Comunicació Publicitària i Corporativa: Cristina Salvador, ex aequo amb el pòdcast Càncer 360°